# Westgate Las Vegas
Westgate Las Vegas (wcześniej Las Vegas Hilton) – hotel i kasyno w mieście Las Vegas, w amerykańskim stanie Nevada; joint venture pomiędzy korporacjami Colony Capital, która posiada 60% udziałów, a REIT Whitehall Street Real Estate Funds, dysponującą pozostałymi 40% udziałów. 
Dzięki 2.956 pokojom i 305 apartamentom, jest to największy obiekt sieci Hilton na świecie. W skład Las Vegas Hilton wchodzi ponadto kasyno zajmujące powierzchnię 6.900 m², centrum konferencyjne o powierzchni 19.000 m², a także największe w Las Vegas centrum zakładów sportowych. Na terenie obiektu znajduje się również przystanek Las Vegas Monorail.
Zgodnie z Las Vegas Review-Journal, korporacja Hilton Worldwide potwierdziła 29 czerwca 2011 roku, że wypowiedziała Las Vegas Hilton franczyzową umowę licencyjną. Obecna umowa z Colony Resorts LVH Acquisitions LLC, właścicielem i operatorem obiektu, obowiązywać będzie do 1 stycznia 2012 roku. 

## Historia
Teren, na którym obecnie znajduje się hotel, w latach 50. XX wieku zajmowany był przez Las Vegas Park Speedway, tor wyścigów konnych i samochodowych. Inwestycja ta okazała się jednak nieopłacalna, dlatego też tor został zamknięty.
Hotel, zaprojektowany przez architekta Martina Sterna, Jr., został w 1969 roku wybudowany przez Kirka Kerkoriana i otwarty jako International Hotel. W tamtym okresie był to największy hotel na świecie. Gwiazdą ceremonii uroczystego otwarcia International była Barbra Streisand.
W 1969 roku Elvis Presley zagrał w International 58 kolejnych, w pełni wyprzedanych koncertów, łamiąc tym samym wszystkie dotychczasowe rekordy frekwencji w Vegas (jego występy w ciągu jednego miesiąca obejrzało w sumie 130.157 gości). Od tego czasu Elvis trzykrotnie bił swój własny rekord; w lutym 1970 roku, sierpniu 1970 roku, a także w sierpniu 1972 roku. Koncertując w Vegas, Presley zamieszkiwał apartament penthouse'owy (numer 3000.), położony na 30. piętrze International. Elvis miał wystąpić w hotelu ponownie w 1978 roku z okazji oddania do użytku wieży północnej, jednak plany te przerwała śmierć wokalisty w sierpniu 1977 roku. Jego menedżer, Colonel Tom Parker, mieszkał na 4. piętrze International począwszy od lat 70. XX wieku, do połowy lat 80.
W 1970 roku korporacja Hilton Hotels Corporation wykupiła International, a rok później zmieniła jego nazwę na Las Vegas Hilton.
W 1972 roku kontrakt na występy w obiekcie podpisał Liberace; jego tygodniowa gaża wynosiła 300 tysięcy dolarów, co stanowiło rekordową kwotę dla indywidualnego artysty w Las Vegas. 
W 1975 roku otwarta została wschodnia wieża obiektu, natomiast w 1978 roku do użytku oddano północną wieżę Las Vegas Hilton.
W 1978 roku, w Las Vegas Hilton odbyła się walka bokserska o pas mistrza świata wagi ciężkiej, w której to Leon Spinks pokonał Muhammada Ali. Z kolei w grudniu 1985 roku Donald Curry pokonał Miltona McCrory'ego w Las Vegas Hilton i został niekwestionowanym mistrzem wagi półciężkiej. W 1986 roku, również w Las Vegas Hilton, Mike Tyson pokonał Tony’ego Tuckera i został niekwestionowanym mistrzem wagi ciężkiej.
W 1986 roku w obiekcie otwarto największe w Las Vegas centrum zakładów sportowych.
We wrześniu 1991 roku, w Las Vegas Hilton odbyła się doroczna konwencja Tailhook Association - stowarzyszenia pilotów lotniskowców i marynarzy floty wojennej Stanów Zjednoczonych. Podczas spotkania doszło do aktów przemocy seksualnej wobec kobiecych uczestników zgromadzenia. Marynarka wojenna próbowała zatuszować sprawę, jednak oskarżenia wypłynęły do opinii publicznej, wywołując wielki skandal w skali państwowej. Do odpowiedzialności pociągnięto ponad 300 pilotów i 14 generałów, a w tym cały sztab dowodzenia, łącznie z Chief of Naval Operations generałem Frankiem Kelso.

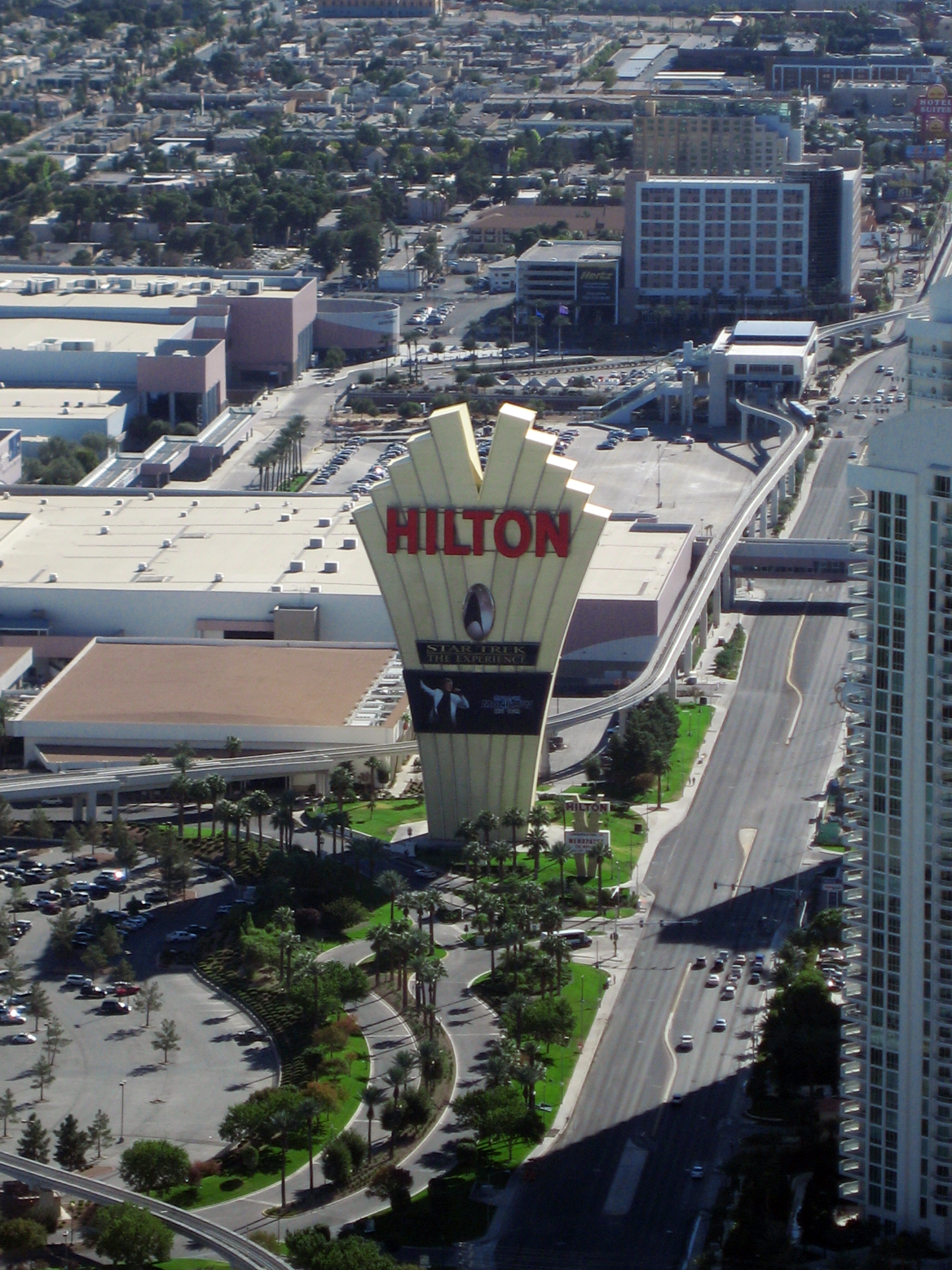
Znak Las Vegas Hilton – dzięki wysokości 85 metrów, stanowi najwyższy wolnostojący znak na świecie

W przeszłości przed hotelem znajdował się największy wolnostojący znak na świecie, wykonany głównie ze stali. Koszt jego budowy wyniósł 5 milionów dolarów, zaś sam znak miał półokrągły kształt. Stary znak został przewrócony i zniszczony 18 lipca 1994 roku, w wyniku wielkiej burzy, która nawiedziła Las Vegas. W 1997 roku przed Las Vegas Hilton stanął nowy, wart 9 milionów dolarów znak, który, podobnie jak poprzednik, jest obecnie największym wolnostojącym znakiem na świecie.
Las Vegas Hilton jest jednym z nielicznych hoteli w Las Vegas, który nie ulega triskaidekafobii i posiada piętro numer 13.
W 1998 roku Hilton Hotels Corporation dokonała podziału swoich obiektów, przydzielając je do dwóch odrębnych korporacji (Hilton Gaming i Hilton Hotels). Krótko po tym, Hilton Gaming Company połączyła się z Bally Entertainment Corporation, a nowa korporacja zyskała nazwę Park Place Entertainment. W 2000 roku Park Place Entertainment wykupiła Caesars World (All Caesars Casinos), a w 2003 roku Park Place Entertainment ponownie zmieniła nazwę – na Caesars Entertainment. W 2004 roku Caesars Entertainment sprzedała Las Vegas Hilton Colony Capital LLC za 280 milionów dolarów. Colony Capital przetransferowała obiekt do Resorts International Holdings, znanej również jako Resorts International. Las Vegas Hilton stanowi obecnie własność Resorts International, z siedzibą korporacji znajdującą się na drugim piętrze wschodniej wieży obiektu.

### Pożar
Nocą 10 lutego 1981 roku, zaledwie 90 dni po wielkim pożarze w MGM Grand, w Las Vegas Hilton również wybuchł ogień; był to w dodatku okres, kiedy obiekt był doposażany w nowoczesny sprzęt ochrony przeciwpożarowej. Strażacy, nauczeni doświadczeniami z MGM Grand, wykorzystali lokalne sieci telewizyjne, by poinformować gości hotelowych, by ci pozostali w swoich pokojach i nie wychodzili na korytarze oraz nie korzystali ze schodów. Dzięki temu, śmierć w Las Vegas Hilton poniosło 8 osób w porównaniu do 85, które zmarły w wyniku pożaru w MGM Grand. 
W 1982 roku Philip Cline został skazany na karę 8-krotnego dożywocia za podłożenie ognia i wywołanie pożaru w Las Vegas Hilton.

## Las Vegas Hilton w mediach

### Telewizja
- 1976–1977: w obiekcie kręcona była jedna seria programu Let’s Make a Deal (Idź na całość)
- 1991: w Las Vegas Hilton nagrane zostały dwa odcinki serialu Roseanne
- 1998, 2002, 2005: w Las Vegas Hilton nagrywany był teleturniej Wheel of Fortune (Koło Fortuny)
- 2007: Louis Theroux nakręcił w Las Vegas Hilton dokument Gambling in Las Vegas dla telewizji BBC, skupiający się na istocie hazardu i jego popularności

### Film
Las Vegas Hilton pojawił się w kilku filmach, a w tym m.in.: w Elvis: That’s The Way It Is, Diamenty są wieczne, Więcej niż wszystko, a także Niemoralna propozycja.

### Muzyka
Piosenka „Home on Monday” zespołu Little River Band z albumu Diamantina Cocktail rozpoczyna się słowami: „Zgadnij skąd dzwonię / The Las Vegas Hilton”.

### Gry
Las Vegas Hilton był celem ataku terrorystycznego w grze Tom Clancy’s Rainbow Six: Vegas 2.